# Joanne Malar
Joanne Susan Malar, nach Heirat Joanne Morraele und Joanne Ducheck (* 30. Oktober 1975 in Hamilton, Ontario), ist eine ehemalige kanadische Schwimmerin. Bei Panamerikanischen Spielen erkämpfte sie sechs Gold-, neun Silber- und vier Bronzemedaillen und bei Commonwealth Games erschwamm sie eine Goldmedaille, zwei Silbermedaillen und drei Bronzemedaillen.

## Karriere
Joanne Malar schwamm für die University of Calgary und für die McMaster University in Hamilton.

### 1990 bis 1995
Malar begann ihre internationale Karriere mit der Teilnahme an den Commonwealth Games 1990 in Auckland. Dort wurde sie Fünfte über 200 Meter Lagen und Sechste über 400 Meter Lagen. Bei den Panamerikanischen Spielen 1991 in Havanna gewann sie sowohl über 200 Meter Lagen als auch über 400 Meter Lagen die Silbermedaille hinter einer Schwimmerin aus den Vereinigten Staaten. Zwei weitere Silbermedaillen gewann sie mit der 4-mal-100-Meter-Freistilstaffel und mit der 4-mal-200-Meter-Freistilstaffel. Über 200 Meter Rücken wurde Malar Dritte. Bei den Olympischen Spielen 1992 in Barcelona erreichte Malar das B-Finale über 400 Meter Lagen und belegte am Ende den elften Platz.
Bei den Pan Pacific Championships 1993 in Kōbe gewann Malar eine Bronzemedaille mit der 4-mal-100-Meter-Freistilstaffel. Außerdem wurde sie Sechste über 400 Meter und Achte über 200 Meter Lagen. Hinzu kamen ein siebter Platz über 200 Meter Freistil und ein achter Platz über 100 Meter Rücken. Bei den Kurzbahnweltmeisterschaften 1993 wurde Malar Siebte über 400 Meter Freistil. Außerdem wurde sie Vierte mit der 4-mal-200-Meter-Freistilstaffel und Fünfte mit der 4-mal-100-Meter-Freistilstaffel.
Im August 1994 bei den Commonwealth Games in Victoria wurde Malar Vierte über 200 Meter Lagen, Fünfte über 400 Meter Lagen und Siebte über 200 Meter Schmetterling. Die 4-mal-200-Meter-Freistilstaffel mit Donna Wu, Joanne Malar, Marianne Limpert und Stephanie Richardson erhielt die Bronzemedaille hinter den Australierinnen und den Engländerinnen. Im September bei den Weltmeisterschaften in Rom schwamm Malar über 400 Meter Lagen auf den vierten Platz. Mit der 4-mal-100-Meter-Freistilstaffel wurde Malar Sechste und mit der 4-mal-200-Meter-Freistilstaffel Fünfte.
1995 fanden die Panamerikanischen Spiele in Mar del Plata statt. Malar gewann drei Silbermedaillen mit den Staffeln. Über 100 Meter Rücken wurde sie Vierte, auf der 200-Meter-Rückenstrecke erreichte sie den dritten Platz. Malar siegte über 200 Meter Lagen vor ihrer Landsfrau Marianne Limpert und über 400 Meter Lagen vor Alison Fealey aus den Vereinigten Staaten. Bei den Pan Pacific Championships in Atlanta erhielt Malar die Bronzemedaille mit der 4-mal-100-Meter-Freistilstaffel. Über 200 Meter Lagen gewann sie Silber hinter der Australierin Elli Overton. Ende 1995 fanden in Rio de Janeiro die Kurzbahnweltmeisterschaften 1995 statt. Joanne Malar gewann über 400 Meter Lagen, die kanadische 4-mal-200-Meter-Freistilstaffel siegte mit Joanne Malar, Sarah Evanetz, Shannon Shakespeare und Marianne Limpert.

### 1996 bis zum Karriereende
1996 bei den Olympischen Spielen in Atlanta verfehlte Malar über 200 Meter Freistil und über 400 Meter Lagen das A-Finale. Über 200 Meter Lagen erreichten mit Limpert und Malar zwei Kanadierinnen das Finale. Im Endlauf siegte die Irin Michelle Smith mit 0,42 Sekunden vor Marianne Limpert, die ihrerseits 0,39 Sekunden vor der Chinesin Lin Li und 0,95 Sekunden vor Joanne Malar anschlug. Marianne Limpert, Shannon Shakespeare, Andrea Schwartz und Jessica Deglau erreichten einen Tag später den fünften Platz in der 4-mal-200-Meter-Freistilstaffel. Hier war Joanne Malar nur im Vorlauf mitgeschwommen. Anfang 1997 bei den Kurzbahnweltmeisterschaften in Göteborg gewann Malar die Bronzemedaille über 400 Meter Lagen. Bei den Pan Pacific Championships 1997 erkämpfte Malar Silber mit der 4-Mal-200-Meter-Freistilstaffel sowie Bronze über 200 Meter Freistil, 200 Meter Lagen und 400 Meter Lagen.
Anfang 1998 bei den Weltmeisterschaften in Perth wurde Malar Siebte über 400 Meter Lagen. Die 4-mal-200-Meter-Freistilstaffel mit Laura Nicholls, Jessica Deglau, Shannon Shakespeare und Joanne Malar schwamm auf den vierten Platz. Bei den Commonwealth Games 1998 in Kuala Lumpur wurde Malar Sechste über 200 Meter Freistil, Dritte über 400 Meter Freistil und Zweite über 800 Meter Freistil. Außerdem gewann sie Gold über 400 Meter Lagen und, hinter Limpert, Silber über 200 Meter Lagen. Hinzu kam eine Bronzemedaille mit der 4-mal-200-Meter-Freistilstaffel.
Im April 1999 bei den Kurzbahnweltmeisterschaften in Hongkong gewann Malar Silber über 400 Meter Lagen und Bronze über 400 Meter Freistil. Anfang August 1999 war Kanada in Winnipeg gastgebende Nation der Panamerikanischen Spiele. Malar siegte über 200 und 400 Meter Lagen. Die 4-mal-200-Meter-Freistilstaffel mit Jessica Deglau, Joanne Malar, Marianne Limpert und Laura Nicholls konnte zum ersten Mal bei Panamerikanischen Spielen die Staffel aus den Vereinigten Staaten bezwingen und gewann Gold. Über 400 Meter Freistil erhielt Malar die Bronzemedaille. Nur zwei Wochen später fanden in Sydney die Pan Pacific Championships 1999 statt. Joanne Malar siegte auf beiden Lagenstrecken und gewann Bronze mit der 4-mal-200-Meter-Freistilstaffel.
Bei den Olympischen Spielen 2000 in Sydney trat Malar in drei Disziplinen an und erreichte jeweils den Endlauf. Zunächst erreichte sie als einzige Kanadierin das Finale über 400 Meter Lagen und wurde Siebte. Über 200 Meter Lagen schwamm Limpert auf den vierten und Malar auf den fünften Platz. Die 4-mal-200-Meter-Freistilstaffel mit Limpert, Shakespeare, Malar und Deglau wurde Fünfte.
Nachdem Joanne Malar seit 1992 bei nahezu jeder internationalen Meisterschaft gestartet war, pausierte sie nach den Olympischen Spielen. 2003 kehrte sie als Joanne Morraele zurück und trat bei den Panamerikanischen Spielen in Santo Domingo an. Sie wurde Vierte über 400 Meter Lagen und über 200 Meter Rücken. Mit der 4-mal-100-Meter-Freistilstaffel und der 4-mal-100-Meter-Lagenstaffel gewann sie Silber, hinzu kam eine Bronzemedaille mit der 4-mal-200-Meter-Freistilstaffel. Über 200 Meter Lagen gewann sie nach Silber 1991 sowie Gold 1995 und 1999 ihre dritte Goldmedaille.